# Calophyllum sclerophyllum
Calophyllum sclerophyllum är en tvåhjärtbladig växtart som beskrevs av Vesque. Calophyllum sclerophyllum ingår i släktet Calophyllum och familjen Calophyllaceae. Inga underarter finns listade i Catalogue of Life.